# Конгломеративность (социология)
Конгломерати́вность (производное от лат. conglomeratus) по отношению к социумам А. Д. Богатуровым и А. В. Виноградовым определяются как характеристика, обозначающую один из типов организации обществ.
При этом конгломеративными обществами социологи называют социальные образования, для которых характерно длительное сосуществование и устойчивое воспроизводство пластов разнородных моделеобразующих элементов и основанных на них отношений.